# 黄尾镇
黄尾镇，是中华人民共和国安徽省安庆市岳西县下辖的一个乡镇级行政单位。

## 行政区划
黄尾镇下辖以下地区：
云峰村、平等村、门楼村、黄尾村、黄龙村和严家村。